# تاش‌اجاقی (بایبورد)
تاش‌اجاقی {{ترکی|Taşocağı) (به کردی: Ergî) یک منطقهٔ مسکونی در ترکیه است که در بایبورد واقع شده‌است. تاش‌اجاقی ۳۲۳ نفر جمعیت دارد.